# Landtagswahl in Schleswig-Holstein 1967
- SPD: 30
- SSW: 1
- FDP: 4
- CDU: 34
- NPD: 4

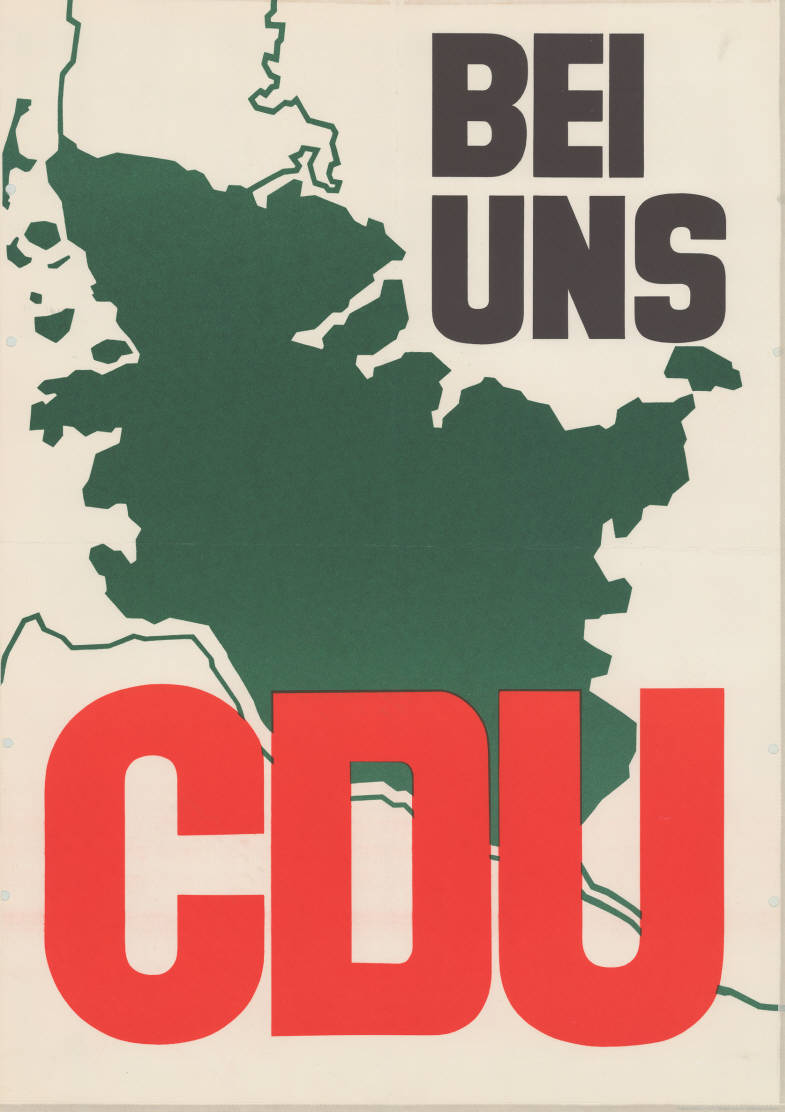
Landtagswahlplakat der CDU

Die 6. Landtagswahl in Schleswig-Holstein fand am 23. April 1967 statt. Dem Trend in anderen Bundesländern folgend, konnte die NPD in den Landtag einziehen. Ansonsten gab es keine größeren Verschiebungen gegenüber der vorigen Landtagswahl. Die CDU/FDP-Koalition behielt ihre Mehrheit und wurde fortgesetzt.
Am 27. Dezember 1961 war eine Verlängerung der Wahlperiode um ein halbes Jahr in die Landesverfassung eingefügt worden, so dass die vorangegangene Wahlperiode vom 29. Oktober 1962 bis zum 28. April 1967 dauerte.

## Ergebnis
Die Wahl führte zu folgendem Ergebnis:
- Wahlberechtigte: 1.682.328
- Wähler: 1.246.003 (Wahlbeteiligung: 74,06 %)
- gültige Stimmen: 1.233.108

| Partei | Stimmen   | Anteil in % | Direkt- man- date | Sitze |
| ------ | --------- | ----------- | ----------------- | ----- |
| CDU    | 566.950   | 45,98       | 34                | 34    |
| SPD    | 486.274   | 39,43       | 10                | 30    |
| FDP    | 72.589    | 5,89        |                   | 4     |
| NPD    | 72.093    | 5,85        |                   | 4     |
| SSW    | 23.577    | 1,91        |                   | 1     |
| DFU    | 11.517    | 0,93        |                   |       |
| FSU    | 108       | 0,01        |                   |       |
| Total  | 1.233.108 |             | 44                | 73    |

## Quelle
- Claus A. Fischer (Hrsg.): Wahlhandbuch für die Bundesrepublik Deutschland. Daten zu Bundestags-, Landtags- und Europawahlen in der Bundesrepublik Deutschland, in den Ländern und in den Kreisen 1946–1989. 2. Halbband.